# Bandstjärtad tangara
Bandstjärtad tangara (Catamenia analis) är en fågel i familjen tangaror inom ordningen tättingar.

## Utseende
Bandstjärtad tangara är en liten, finkliknande fågel. Hanen är övervägande grå med kraftig gul näbb, roströda undre stjärttäckare och en liten vit teckning på vingen. I flykten syns vitt på stjärten. Honan är mestadels brunaktig och streckad, med smutsfärgad näbb.

## Utbredning och systematik
Bandstjärtad tangara delas in i sju underarter med följande utbredning:
- C. a. alpica – Sierra Nevada de Santa Marta (nordöstra Colombia)
- C. a. schistaceifrons – östra Anderna i centrala Colombia
- C. a. soderstromi – Anderna i norra Ecuador (Imbabura till Chimborazo)
- C. a. insignis – Andernas östsluttning i Peru (Cajamarca till Ancash)
- C. a. analoides – Andernas västsluttning i Peru (Piura till Ayacucho)
- C. a. griseiventris – Anderna i sydöstra Peru (Cusco)
- C. a. analis – Anderna i norra Chile till centrala Bolivia och nordvästra Argentina

### Familjetillhörighet
Liksom andra finkliknande tangaror placerades denna art tidigare i familjen Emberizidae. Genetiska studier visar dock att den är en del av tangarorna.

## Levnadssätt
Bandstjärtad tangara i högt belägna bergstrakter. Där ses den i par eller flockar i öppna miljöer, som jordbruksmarker och torra gräsmarker.

## Status och hot
Arten har ett stort utbredningsområde och tros öka i antal. Internationella naturvårdsunionen IUCN listar den därför som livskraftig (LC).